# Stichting Gaudeamus
Stichting Gaudeamus is een Nederlandse stichting ter bevordering van de eigentijdse klassieke muziek, opgericht in 1945. Sinds 2011 staat de stichting bekend als Stichting Gaudeamus Muziekweek. De belangrijkste pijler hierbinnen is het internationale Gaudeamus Festival (tot 2020 bekend als de Gaudeamus Muziekweek) dat plaatsvindt begin september. In deze week wordt de Gaudeamus Award uitgereikt, een aanmoedigingsprijs die bestaat uit een geldbedrag als opdracht voor het schrijven van een nieuw muziekstuk.

## Geschiedenis
De Stichting Gaudeamus werd in 1945 opgericht door Walter Maas en was gevestigd in zijn Huize Gaudeamus in Bilthoven. In 1947 organiseerde de Stichting Gaudeamus de eerste Bilthovense Muziekweek. Aanvankelijk was de Gaudeamus Muziekweek gewijd aan Nederlandse componisten, maar al in 1950 werd de Muziekweek opengesteld voor componisten uit de hele wereld. Tot 1977 was er in de Muziekweek een compositie-wedstrijd, met verschillende prijzen. Tussen 1977 en 1983 werden de geldprijzen afgeschaft, selectie en uitvoering waren nu de bekroning van de beste ingezonden werken. In 1984 keerde de competitie binnen de Muziekweek selecties terug, nu nog maar met 1 prijs: de Gaudeamus Prijs. In 1983 verhuisde de stichting naar Amsterdam. In 2008 fuseerde Gaudeamus met een aantal andere muziekinstellingen in Nederland tot het Muziek Centrum Nederland. De naam Gaudeamus bleef binnen MCN behouden voor twee activiteiten van de voormalige stichting: het internationale Gaudeamus Festival (eerder genoemd Internationale Gaudeamus Muziekweek) en het Internationaal Gaudeamus Vertolkers Concours. In 2011 onttrok het festival zich aan de vleugels van MCN en ging zelfstandig door als Stichting Gaudeamus Muziekweek in Utrecht. Het concours hield op te bestaan. De Stichting houdt kantoor in Muziekhuis Utrecht. Sinds 2023 is er een tweekoppige directie, met Martijn Buser als artistiek en algemeen directeur en Floor Ruyters als zakelijk directeur.

## Belangrijkste activiteiten
- Het organiseren van de Gaudeamus Festival
- Het uitreiken van de Gaudeamus Award
- Het organiseren van seizoensconcerten